# Alexander Magnus von Sydow
Alexander Magnus von Sydow (* 17. Mai 1622; † 7. April 1679) war kurbrandenburger Obrist und Chef des Leib-Regiments zu Pferde sowie Erbherr auf Gossow, Falkenwalde und Ortwig.

## Leben

### Herkunft
Seine Eltern waren Hans von Sydow († 8. Juni 1635), Herr auf Schönfeldt und Gossow und dessen Ehefrau Dorothea von der Osten.

### Militärkarriere
Er stand 1644 in kaiserlichen Diensten und wurde 1652 kurbrandenburgischer Rittmeister und 1675 zur Oberst befördert.
Während des Holländischen Krieges kommandierte Sydow am 8. Januar 1675 als Oberstleutnant zwei bis drei Kompanien Dragoner, die in dem Dorf Ellmendingen einquartiert waren. Französische Reiter und Dragoner aus Philippsburg wollte die Gelegenheit nutzen und die Truppe überfallen. Das misslang aber. Beim Rückzug stießen die Franzosen auf die Regimenter Mörner und Prinz und wurde fast vollständig aufgerieben.
In der Schlacht bei Fehrbellin am 28. Juni 1675 wurde er verwundet. 1677 übernahm er das Dragoner-Regiment des Obristen Görzke. Als 1679 der bisherige Chef des Leib-Regiments zu Pferde Ulrich Hipparchos von Promnitz in sächsische Dienste wechselte, wurde Sydow Chef des Regiments. Er starb aber bereits am 7. April 1679.
Er war Erbherr auf Gassow, Bellgen sowie 1/4 von Rehdorf, das er 1651 an Curd Siegmund von Sydow verkaufte. Von Joachim Christoph von Sydow erbte er jeweils die Hälfte von Gräfendorf und Falkenwalde. Er kaufte dann die anderen Hälfte von dem Vormund des Christian Bernhard von Sydow.

### Familie
Er war zweimal verheiratet. Seine erste Frau war Anna Sophia von der Marwitz, eine Tochter des Balthasar von der Marwitz auf Sellin und der Anna von Schönebeck. Das Paar hatte mehrere Kinder:
- Hans Balthasar († 1700)

⚭ 1681 Luise von der Marwitz, aus dem Haus Bärfelde
⚭ 1696 Anna Maria von Winterfeldt (* 11. Oktober 1680; † 25. Januar 1725)
- Anna Emerentia (* 1654) ⚭ Ernst Christian von Ihlow (* 5. Juni 1648; † 15. Februar 1697) auf Ihlow[2][3]
- Catharina Elisabeth († 12. Juni 1714) ⚭ 1692 Joachim Siegmund von der Marwitz (* 9. Dezember 1657; † 4. Juni 1710) aus dem Haus Diedersdorf

Nach dem Tod seiner ersten Frau heiratete er am 5. September 1670 Eva Sophia von Dewitz (* 1649; † 22. Januar 1691). Das Paar hatte mehrere Kinder:
- Georg Wilhelm († 1717)
- Alexander († jung)
- Stefan Bernhard († jung)
- Sabine Luise

Die Witwe heiratete 1681 den kurbrandenburgischen Kammerherren Zacharias Friedrich von Götzen († 1682), Herr auf Rosenthal und Sohn des Kanzlers Sigismund von Götzen. Nachdem auch dieser gestorben war, heiratete sie 1684 Joachim Siegmund von der Marwitz (* 9. Dezember 1657; † 4. November 1710), Herr auf Rosenthal und Diedersdorf.
In der Kirche zu Gossow gab es bis in die 1920er ein Epitaph des Alexander Magnus von Sydow, mit Trophäen, Wappen und Engeln, die die Adelskrone tragen.